# دوکسرکالسیفرول
دوکسرکالسیفرول (به انگلیسی: Doxercalciferol) یک ترکیب شیمیایی با شناسه پاب‌کم ۵۲۸۱۱۰۷ است. 